# 佐谷田重正
佐谷田 重正（さいた しげまさ）は、安土桃山時代の武将。島津氏の家臣。佐谷田の姓は史料によって、才田、西江田とも記述され、重正自身後年に細田と改めている。

## 生涯
元亀3年（1572年）、佐谷田重忠の子として誕生。父・重忠は同年の木崎原の戦いにて戦死したため祖父・重遭に養育される。その翌年、重遭が重正を懐に抱きつつ島津義弘に目通りした際、義弘は重正を自らの膝元へ召し置き、覚えあるものの子孫という意味から、重正に覚右衛門の名を授けた。
天正15年（1587年）、豊臣秀吉による九州平定の際に島津氏が降伏、重正と赤塚真賢の嫡子・重政の二人は、豊臣秀長の陣にあった桑山重晴の許へ人質として入った。両名は40日程を務め上げ、豊臣勢が帰還する際に解放された。重正はその後、文禄・慶長の役に参加、帰国後に30石を加増される。更に慶長4年（1599年）の庄内の乱にも参加し敵2人を討ち取っている。
島津義弘が伏見に在った頃、加藤清正の家来である浮島右衛門という者が、加藤家を無断で出奔し島津家を頼ってきたため屋敷に置いていたのであるが、加藤家の手の者が多人数で屋敷に押し寄せ、右衛門を討ち果たす事件が起こった。また今度は逆に、瀬ノ尾甚九郎という者が無断で島津家を出奔し加藤家を頼るという事態が発生、大山綱宗と押川公近に甚九郎を討つよう上意が発せられる。その頃、重正は国元へ下向する最中であったが、加藤清正の駕籠周りに甚九郎を見付けると、自分は甚九郎の兄弟であると謀って甚九郎を茶屋に引き入れ討ち果たした。これに加藤勢が多人数で重正を討ち果たさんと迫ったため、重正は店屋の二階に籠った。これを聞き知った三奉行（または寺沢広高と立花宗茂）は、これは先非の返報であるとして清正に重正を助命させている。
慶長5年（1600年）の関ヶ原の戦いの後、加藤清正の軍勢が水俣まで打ち入り出水を攻めるとの風聞が起った際には、肥後国との境である米ノ津に在番した。